# Cypa latericia
Cypa latericia is een vlinder uit de familie van de pijlstaarten (Sphingidae). De wetenschappelijke naam van de soort werd in 1991 gepubliceerd door Inoue.